# Serie B Interregionale 2024-2025 (pallacanestro maschile)
La Serie B Interregionale 2024-2025 è stata la 2ª edizione del torneo di Serie B Interregionale. La competizione inizierà il 29 settembre 2024 e si è conclusa il 15 giugno del 2025.

## Stagione

### Novità
In questa stagione a sostituire le 6 formazioni promosse in Serie B Nazionale cioè le 4 formazioni vincitrici dei tabelloni Play-Off: Robur Basket Saronno, Bergamo Basket 2014, Virtus Roma 1960, Orlandina Basket e le 2 vincitrici degli spareggi di promozione la Virtus Kleb Ragusa e la Pallacanestro Fulgor Fidenza, oltre che le 10 formazioni retrocesse in Serie C di cui 8 direttamente alla conclusione della seconda fase dei gironi Play-Out: Amatori Savigliano, Campus Piemonte, Virtus Murano 1954, San Nilo Sport Grottaferrata, New Fortitudo Isernia, CUS Catania, Fortitudo Messina e la Tigers Romagna (ritiratasi a stagione in corso) e le 2 sconfitte agli spareggi Play-Out di Conference: Pescara Basket 2.0, Social OSA Milano (in seguito ripescate per completamento organico).
Sono state ammesse alla competizione le 4 formazioni retrocesse dalla serie B nazionale: Juvecaserta, CUS Jonico Taranto, Virtus Salerno e la Virtus Basket Padova e sono state promosse dalla Serie C 12 formazioni: Vasto Basket, Pallacanestro Antoniana, Basket Academy Catanzaro, Basket 2000 Reggio Emilia, Dinamo Gorizia, SPO Basket, Svethia Recanati basket, Basket Don Bosco Crocetta, ASD Canusium Basket, Vismederi Costone Siena, Basket Club Jesolo e la Junior Basket Curtatone. Alla conclusione del precedente campionato le formazioni Pisaurum Pesaro e Cab 1968 Ancona hanno fatto domanda di riposizionamento in Serie C Unica.

### Formula
La stagione vedrà la partecipazione di 96 squadre che andranno a comporre le 4 Conference(Nord-Ovest, Nord-Est, Centro, Sud) da 24 squadre in basa alla propria collocazione geografica. Le Conference a loro volta sono state suddivise in due gruppi (o Division) da 12 squadre ciascuno.
- La fase iniziale del torneo prevede una regular season con quindi 22 partite tra gare di andata e ritorno per Division
- La seconda fase (detta a "orologio") in cui le formazioni delle 2 Division di ogni Conference in base al piazzamento ottenuto nella prima fase verranno suddivise nel Play-In Gold (in cui si qualificano le prime 6 classificate delle 2 Division di ogni Conference) e nel Play-In out (in cui si qualificano le squadre classificate tra il 7º e il 12º posto delle 2 Division di ogni Conference). Ogni Formazione andrà a disputare 12 partite tra gare di andata e ritorno con le squadre dell’altra Division. Le formazioni qualificate partiranno con i punti ottenuti, solamente negli scontri diretti, della Fase iniziale con le squadre qualificate dalla propria Division.
- Play-off alla fine di questa seconda fase, si andrà a comporre un tabellone ad eliminazione diretta tra le prime 8 squadre classificate della fase Play-In Gold. Si gioca al meglio delle tre partite. La prima e l’eventuale terza gara si disputano in casa della miglior classificata[3].
- Play-out alla fine di questa seconda fase, le squadre classificate tra il 1º e il 3º posto della fase Play-In out sono salve e prenderanno parte al Campionato di B interregionale 2025-2026, mentre, l'ultima classificata retrocede direttamente al Campionato di Serie C maschile 2025-2026. Le squadre classificata dal 4º al 11º posto della fase Play-In out prenderanno parte ai Play out per determinare le due retrocesse (perdenti secondo turno di play out) nel Campionato di Serie C maschile annata sportiva 2025-2026.

### Stagione
Il 24 giugno 2024 la società New Flying Balls di Ozzano ha comunicato alla FIP la sua impossibilità di partecipare al campionato di Serie B Nazionale 2024-2025 avviando contemporanea richiesta di ricollocamento nella Serie B Interregionale venendo iscritta ufficialmente il 17 luglio. Il 3 luglio 2024 la FIP ha pubblicato la lista delle formazioni aventi diritto a partecipare a questa stagione con la scadenza all'iscrizione il 5 luglio 2024.In tale data hanno ufficialmente rinunciato alla competizione: la Pallacanestro Sala Consolina,la Sveva Pallacanestro Lucera e la Pisaurum Pesaro. Contemporaneamente alla rinuncia il consiglio federale FIP ha emanato la graduatoria dei ripescaggi per il campionato in corso. Il 17 Luglio 2024 è stata presentata la composizione delle 4 Conference e le rispettive Division. A seguito della stesura dei campionati sono state ripescate in Serie B nazionale la Juvecaserta e la Power basket Salerno. A completamento organico sono state ammesse al campionato due formazioni selezionate dalla FIP l'Air Basket Termoli e la Virtus Matera.

## Conference Nord-Ovest
Organizzata dai Comitati regionali FIP del Piemonte (Division A) e della Toscana (Division B)

### Division A

#### Squadre
| Squadra                    | Stagione | Città                   | Palazzetto                               | Stagione precedente                                                    |
| -------------------------- | -------- | ----------------------- | ---------------------------------------- | ---------------------------------------------------------------------- |
| Basket College Borgomanero | dettagli | Borgomanero (NO)        | PalaDonBosco                             | 7ª in Serie B Interregionale Division A                                |
| Basket 7 Laghi Gazzada     | dettagli | Gazzada Schianno (VA)   | Palestra comunale di Gazzada Schianno    | 4ª in Serie B Interregionale Division A                                |
| Basket Club Serravalle     | dettagli | Serravalle Scrivia (AL) | Palasport di Viale Rimembranza           | 10ª in Serie B Interregionale Division B                               |
| Basket Don Bosco Crocetta  | dettagli | Torino                  | Palestra Valentino Ballin - Torino (TO)  | 2ª in Serie C Piemonte Girone B, promossa ai play-off                  |
| Basketball Gallarate       | dettagli | Gallarate (VA)          | Palestra Comunale di Gallarate           | 5ª in Serie B Interregionale Division A                                |
| Campus Varese              | dettagli | Varese                  | Centro Sportivo Campus                   | 8ª in Serie B Interregionale Division A                                |
| Collegno Basket            | dettagli | Collegno (TO)           | PalaCollegno                             | 10ª in Serie B Interregionale Division A                               |
| Derthona Basketball Lab    | dettagli | Tortona (AL)            | Palazzetto dello Sport "Uccio Camagna"   | 6ª in Serie B Interregionale Division A                                |
| Junior Libertas Casale     | dettagli | Casale Monferrato (AL)  | PalaFerraris                             | 3ª in Serie B Interregionale Division A                                |
| Oleggio Basket             | dettagli | Oleggio (NO)            | Palazzetto - Boffalora sopra Ticino (MI) | 9ª in Serie B Interregionale Division A                                |
| Pallacanestro Pavia 1933   | dettagli | Pavia                   | PalaRavizza                              | 2ª in Serie B Interregionale Division A                                |
| Seagulls Genova            | dettagli | Genova                  | PalaFigoi                                | 12ª in Serie B Interregionale Division B, vincitore spareggio play-out |

#### Fase di qualificazione
Classifica 
|  | Pos. | Squadra                    | PT | G  | V  | P  | PF   | PS   | Dif  |
|  | ---- | -------------------------- | -- | -- | -- | -- | ---- | ---- | ---- |
|  | 1.   | Oleggio Basket             | 40 | 22 | 20 | 2  | 1928 | 1651 | 277  |
|  | 2.   | Basket College Borgomanero | 30 | 22 | 15 | 7  | 1925 | 1804 | 121  |
|  | 3.   | Pallacanestro Pavia 1933   | 30 | 22 | 15 | 7  | 1868 | 1753 | 115  |
|  | 4.   | Basket 7 Laghi Gazzada     | 30 | 22 | 15 | 7  | 1657 | 1606 | 51   |
|  | 5.   | Derthona Basketball Lab    | 20 | 22 | 10 | 12 | 1490 | 1532 | -42  |
|  | 6.   | Junior Libertas Casale     | 20 | 22 | 10 | 12 | 1590 | 1595 | -5   |
|  | 7.   | Basket Don Bosco Crocetta  | 20 | 22 | 10 | 12 | 1681 | 1715 | -34  |
|  | 8.   | Campus Varese              | 20 | 22 | 10 | 12 | 1816 | 1820 | -4   |
|  | 9.   | Basketball Gallarate       | 18 | 22 | 9  | 13 | 1655 | 1690 | -35  |
|  | 10.  | Collegno Basket            | 16 | 22 | 8  | 14 | 1633 | 1729 | -96  |
|  | 11.  | Seagulls Genova            | 14 | 22 | 7  | 15 | 1632 | 1770 | -138 |
|  | 12.  | Basket Club Serravalle     | 6  | 22 | 3  | 19 | 1557 | 1767 | -210 |

Legenda:
      Partecipante ai Play-In Gold.
      Partecipante ai Play-In Out
Regolamento:
Due punti a vittoria, zero a sconfitta. In caso di parità tra due squadre si considera la differenza canestri degli scontri diretti, in caso di scarto nullo si considera il coefficiente canestri (PF/PS).
Note:

### Division B

#### Squadre
| Squadra                    | Stagione | Città                 | Palazzetto                               | Stagione precedente                                  |
| -------------------------- | -------- | --------------------- | ---------------------------------------- | ---------------------------------------------------- |
| ABC Castelfiorentino       | dettagli | Castelfiorentino (FI) | Palasport Nedo Betti                     | 10ª in Serie B Interregionale Division B             |
| Basket Cecina              | dettagli | Cecina (LI)           | Palazzetto dello Sport "Franco Poggetti" | 1ª in Serie B Interregionale Division B              |
| Basketball Club Lucca      | dettagli | Lucca                 | Palatagliate                             | 6ª in Serie B Interregionale Division B              |
| Costone Siena              | dettagli | Siena                 | PalOrlandi                               | 1ª in Serie C Toscana Girone A, promossa ai play-off |
| Dany Basket Quarrata       | dettagli | Quarrata (PT)         | PalaMelo                                 | 5ª in Serie B Interregionale Division B              |
| Etrusca San Miniato        | dettagli | San Miniato (PI)      | Palasport Fontevivo San Miniato          | 4ª in Serie B Interregionale Division B              |
| Mens Sana Basketball Siena | dettagli | Siena                 | PalaEstra                                | 1ª in Serie C Toscana Girone B, ripescata            |
| Olimpia Legnaia            | dettagli | Legnaia (FI)          | PalaFilarete                             | 9ª in Serie B Interregionale Division B              |
| Scuola Basket Arezzo       | dettagli | Arezzo                | Palasport Mario D'Agata                  | 8ª in Serie B Interregionale Division B              |
| Spezia Basket Club         | dettagli | La Spezia             | Palasprint                               | 7ª in Serie B Interregionale Division B              |
| USE Basket Empoli          | dettagli | Empoli                | Palestra Lazzeri                         | 3ª in Serie B Interregionale Division B              |
| Virtus Siena               | dettagli | Siena                 | PalaCorsoni                              | 2ª in Serie B Interregionale Division B              |

#### Fase di qualificazione
Classifica 
|  | Pos. | Squadra                    | PT | G  | V  | P  | PF   | PS   | Dif  |
|  | ---- | -------------------------- | -- | -- | -- | -- | ---- | ---- | ---- |
|  | 1.   | Etrusca San Miniato        | 34 | 22 | 17 | 5  | 1792 | 1644 | 148  |
|  | 2.   | Basketball Club Lucca      | 32 | 22 | 16 | 6  | 1741 | 1628 | 113  |
|  | 3.   | Costone Siena              | 26 | 22 | 13 | 9  | 1795 | 1706 | 89   |
|  | 4.   | USE Basket Empoli          | 26 | 22 | 13 | 9  | 1716 | 1656 | 60   |
|  | 5.   | Dany Basket Quarrata       | 24 | 22 | 12 | 10 | 1729 | 1621 | 108  |
|  | 6.   | Scuola Basket Arezzo       | 22 | 22 | 11 | 11 | 1657 | 1652 | 5    |
|  | 7.   | Mens Sana Basketball Siena | 22 | 22 | 11 | 11 | 1679 | 1704 | -25  |
|  | 8.   | Virtus Siena               | 22 | 22 | 11 | 11 | 1772 | 1725 | 47   |
|  | 9.   | Spezia Basket Club         | 18 | 22 | 9  | 13 | 1807 | 1881 | -74  |
|  | 10.  | Basket Cecina              | 18 | 22 | 9  | 13 | 1684 | 1758 | -74  |
|  | 11.  | Olimpia Legnaia            | 12 | 22 | 6  | 16 | 1615 | 1779 | -164 |
|  | 12.  | ABC Castelfiorentino       | 8  | 22 | 4  | 18 | 1548 | 1781 | -233 |

Legenda:
      Partecipante ai Play-In Gold.
      Partecipante ai Play-In Out
Regolamento:
Due punti a vittoria, zero a sconfitta. In caso di parità tra due squadre si considera la differenza canestri degli scontri diretti, in caso di scarto nullo si considera il coefficiente canestri (PF/PS).
Note:

### Play-In Gold
Disputato dalle prime 6 classificate della Division A e della Division B al termine della Fase di qualificazione partendo con i punti conquistati negli scontri diretti con le squadre qualificate nella propria Division. Le prime 8 passano ai playoff di Conference

#### Classifica
|  | Pos. | Squadra                    | PT | G  | V  | P  | PF   | PS   | Dif  |
|  | ---- | -------------------------- | -- | -- | -- | -- | ---- | ---- | ---- |
|  | 1.   | Oleggio Basket             | 34 | 22 | 17 | 5  | 1883 | 1741 | 142  |
|  | 2.   | Basketball Club Lucca      | 32 | 22 | 16 | 6  | 1871 | 1714 | 157  |
|  | 3.   | Etrusca San Miniato        | 30 | 22 | 15 | 7  | 1736 | 1638 | 98   |
|  | 4.   | Basket College Borgomanero | 26 | 22 | 13 | 9  | 1889 | 1909 | -20  |
|  | 5.   | USE Basket Empoli          | 24 | 22 | 12 | 10 | 1732 | 1674 | 58   |
|  | 6.   | Scuola Basket Arezzo       | 24 | 22 | 12 | 10 | 1678 | 1699 | -21  |
|  | 7.   | Pallacanestro Pavia 1933   | 24 | 22 | 12 | 10 | 1762 | 1767 | -5   |
|  | 8.   | Dany Basket Quarrata       | 22 | 22 | 11 | 11 | 1707 | 1589 | 118  |
|  | 9.   | Costone Siena              | 18 | 22 | 9  | 13 | 1760 | 1745 | 15   |
|  | 10.  | Junior Libertas Casale     | 12 | 22 | 6  | 16 | 1599 | 1720 | -121 |
|  | 11.  | Basket 7 Laghi Gazzada     | 10 | 22 | 5  | 17 | 1524 | 1735 | -211 |
|  | 12.  | Derthona Basketball Lab    | 8  | 22 | 4  | 18 | 1411 | 1621 | -210 |

Legenda:
      Qualificata ai Play-off.
 Promossa dopo i play-off in Serie B Nazionale.
Regolamento:
Due punti a vittoria, zero a sconfitta.
Note:
Le formazioni partiranno dai punteggi ottenuti negli scontri diretti ottenuti nella prima fase della propria Division

### Play-In Out
Disputato dalle classificate tra il 7ª e il 12º posto della Division A e della Division B al termine della Fase di qualificazione partendo con i punti conquistati negli scontri diretti con le squadre qualificate nella propria Division. La 12ªclassificata retrocede direttamente in serie C.

#### Classifica
|  | Pos. | Squadra                    | PT | G  | V  | P  | PF   | PS   | Dif  |
|  | ---- | -------------------------- | -- | -- | -- | -- | ---- | ---- | ---- |
|  | 1.   | Virtus Siena               | 34 | 22 | 17 | 5  | 1846 | 1616 | 230  |
|  | 2.   | Mens Sana Basketball Siena | 34 | 22 | 17 | 5  | 1784 | 1622 | 162  |
|  | 3.   | Olimpia Legnaia            | 34 | 22 | 17 | 5  | 1770 | 1637 | 133  |
|  | 4.   | Spezia Basket Club         | 32 | 22 | 16 | 6  | 1891 | 1677 | 214  |
|  | 5.   | Basket Cecina              | 26 | 22 | 13 | 9  | 1789 | 1723 | 66   |
|  | 6.   | Basket Don Bosco Crocetta  | 26 | 22 | 13 | 9  | 1592 | 1576 | 16   |
|  | 7.   | Seagulls Genova            | 20 | 22 | 10 | 12 | 1635 | 1709 | -74  |
|  | 8.   | Collegno Basket            | 14 | 22 | 7  | 15 | 1707 | 1810 | -103 |
|  | 9.   | Campus Varese              | 14 | 22 | 7  | 15 | 1672 | 1766 | -94  |
|  | 10.  | ABC Castelfiorentino       | 14 | 22 | 7  | 15 | 1548 | 1656 | -108 |
|  | 11.  | Basketball Gallarate       | 12 | 22 | 6  | 16 | 1678 | 1826 | -148 |
|  | 12.  | Basket Club Serravalle     | 4  | 22 | 2  | 20 | 1491 | 1785 | -294 |

Legenda:
      Qualificata ai Play-out di Conference.
 Retrocessa in Serie C.
      Retrocessa direttamente in Serie C.
Regolamento:
Due punti a vittoria, zero a sconfitta.
Note:
Le formazioni partiranno dai punteggi ottenuti negli scontri diretti ottenuti nella prima fase della propria Division
Dopo recupero gara Collegno - Castelfiorentino le posizioni sono aggiornate solo per la parte punti... 

### Play-off
Si qualificano a tale fase le prime 8 classificate del Play-In Gold di Conference, le formazioni otterranno il proprio piazzamento nel tabellone in base al piazzamento nella fase precedente.

#### Tabellone Play-off
|  | Quarti di finale | Quarti di finale         | Quarti di finale | Quarti di finale | Quarti di finale |  |  | Semifinali | Semifinali            | Semifinali | Semifinali           | Semifinali |    |   | Finale | Finale                | Finale | Finale | Finale |  |
|  |                  |                          |                  |                  |                  |  |  |            |                       |            |                      |            |    |   |        |                       |        |        |        |  |
|  | 1                | Oleggio Basket           | 67               | 99               | -                |  |  |            |                       |            |                      |            |    |   |        |                       |        |        |        |  |
|  | 8                | Dany Basket Quarrata     | 80               | 106              | -                |  |  | 4          | College Borgomanero   | 70         | 87                   | -          |    |   |        |                       |        |        |        |  |
|  | 4                | College Borgomanero      | 98               | 89               | -                |  |  | 8          | Dany Basket Quarrata  | 72         | 91                   | -          |    |   |        |                       |        |        |        |  |
|  | 5                | USE Basket Empoli        | 76               | 80               | -                |  |  |            |                       |            |                      |            |    |   | 2      | Basketball Club Lucca | 55     | 53     | -      |  |
|  | 3                | Etrusca San Miniato      | 86               | 82               | -                |  |  |            |                       | 8          | Dany Basket Quarrata | 78         | 76 | - |        |                       |        |        |        |  |
|  | 6                | Scuola Basket Arezzo     | 67               | 74               | -                |  |  | 2          | Basketball Club Lucca | 64         | 83                   | 59         |    |   |        |                       |        |        |        |  |
|  | 2                | Basketball Club Lucca    | 82               | 91               | -                |  |  | 3          | Etrusca San Miniato   | 77         | 80                   | 46         |    |   |        |                       |        |        |        |  |
|  | 7                | Pallacanestro Pavia 1933 | 72               | 83               | -                |  |  |            |                       |            |                      |            |    |   |        |                       |        |        |        |  |

### Play-out
Si qualificano a tale fase le squadre classificare tra la 4ª e l'11ª classificata nel Play-In Out di Conference, le formazioni otterranno il proprio piazzamento nel tabellone in base al piazzamento nella fase precedente.

#### Tabellone Play-out
|  | Primo turno | Primo turno          | Primo turno | Primo turno | Primo turno |  |  | Secondo turno | Secondo turno        | Secondo turno | Secondo turno        | Secondo turno        |                      |                      | Retrocesse in Serie C | Retrocesse in Serie C | Retrocesse in Serie C | Retrocesse in Serie C | Retrocesse in Serie C |  |
|  |             |                      |             |             |             |  |  |               |                      |               |                      |                      |                      |                      |                       |                       |                       |                       |                       |  |
|  | 4           | Spezia Basket Club   | 111         | 74          | -           |  |  |               |                      |               |                      |                      |                      |                      |                       |                       |                       |                       |                       |  |
|  | 11          | Basketball Gallarate | 69          | 51          | -           |  |  | 7             | Seagulls Genova      | 63            | 70                   | -                    |                      |                      |                       |                       |                       |                       |                       |  |
|  | 7           | Seagulls Genova      | 75          | 74          | -           |  |  | 11            | Basketball Gallarate | 77            | 81                   | -                    |                      |                      |                       |                       |                       |                       |                       |  |
|  | 8           | Collegno Basket      | 83          | 82          | -           |  |  |               |                      |               |                      |                      |                      |                      | 7                     | Seagulls Genova       | Seagulls Genova       | Seagulls Genova       | Seagulls Genova       |  |
|  | 6           | Don Bosco Crocetta   | 76          | 57          | 59          |  |  |               |                      | 10            | ABC Castelfiorentino | ABC Castelfiorentino | ABC Castelfiorentino | ABC Castelfiorentino |                       |                       |                       |                       |                       |  |
|  | 9           | Campus Varese        | 63          | 95          | 75          |  |  | 6             | Don Bosco Crocetta   | 86            | 66                   | 79                   |                      |                      |                       |                       |                       |                       |                       |  |
|  | 5           | Basket Cecina        | 72          | 85          | 80          |  |  | 10            | ABC Castelfiorentino | 68            | 76                   | 57                   |                      |                      |                       |                       |                       |                       |                       |  |
|  | 10          | ABC Castelfiorentino | 74          | 71          | 78          |  |  |               |                      |               |                      |                      |                      |                      |                       |                       |                       |                       |                       |  |

## Conference Nord-Est
Organizzata dai Comitati regionali FIP della Lombardia (Division C) e del Veneto (Division D)

### Division C

#### Squadre
| Squadra                        | Stagione | Città                       | Palazzetto                                     | Stagione precedente                                        |
| ------------------------------ | -------- | --------------------------- | ---------------------------------------------- | ---------------------------------------------------------- |
| Basket 2000 Reggio Emilia      | dettagli | Reggio Emilia               | PalaBigi                                       | 4ª in Serie C Emila-Romagna Girone B, promossa ai play-off |
| Basket Iseo                    | dettagli | Iseo (BS)                   | Palestra IIS - Iseo (BS)                       | 9ª in Serie B Interregionale Division D                    |
| Basket Team 1995 Pizzighettone | dettagli | San Giorgio su Legnano (MI) | PalaBertelli                                   | 3ª in Serie B Interregionale Division C                    |
| Bluorobica Bergamo             | dettagli | Bergamo                     | Campo Sportivo Italcementi                     | 5ª in Serie B Interregionale Division D                    |
| Bologna Basket 2016            | dettagli | Bologna                     | Palasavena                                     | 8ª in Serie B Interregionale Division C                    |
| Libertas Cernusco              | dettagli | Cernusco sul Naviglio (MI)  | Campo Polivalente - Cernusco sul Naviglio (MI) | 11ª in Serie B Interregionale Division C                   |
| Pallacanestro Gardonese        | dettagli | Gardone Val Trompia (BS)    | Palestra ITIS - Gardone Val Trompia (BS)       | 3ª in Serie B Interregionale Division D                    |
| U.S. Nervianese 1919           | dettagli | Nerviano (MI)               | Palestra (scuole elementari) - Nerviano (MI)   | 10ª in Serie B Interregionale Division C                   |
| Sangiorgese Basket             | dettagli | San Giorgio su Legnano (MI) | PalaBertelli                                   | 1ª in Serie B Interregionale Division C                    |
| Sansebasket Cremona            | dettagli | Cremona                     | Palaspettacolo                                 | 5ª in Serie B Interregionale Division C                    |
| Social OSA Milano              | dettagli | Milano                      | Palaiseo                                       | 9ª in Serie B Interregionale Division C                    |
| Stings Mantova                 | dettagli | Mantova                     | Palasport Loc. Boschetto                       | 1ª in Serie C Lombardia Girone Est D, promossa ai play-off |

#### Fase di qualificazione
Classifica 
|  | Pos. | Squadra                        | PT | G  | V  | P  | PF   | PS   | Dif  |
|  | ---- | ------------------------------ | -- | -- | -- | -- | ---- | ---- | ---- |
|  | 1.   | Sangiorgese Basket             | 30 | 22 | 15 | 7  | 1718 | 1547 | 171  |
|  | 2.   | Basket Iseo                    | 30 | 22 | 15 | 7  | 1766 | 1668 | 98   |
|  | 3.   | Pallacanestro Gardonese        | 28 | 22 | 14 | 8  | 1649 | 1588 | 61   |
|  | 4.   | Stings Mantova                 | 28 | 22 | 14 | 8  | 1674 | 1623 | 51   |
|  | 5.   | Basket Team 1995 Pizzighettone | 28 | 22 | 14 | 8  | 1721 | 1523 | 198  |
|  | 6.   | Social OSA Milano              | 24 | 22 | 12 | 10 | 1621 | 1585 | 36   |
|  | 7.   | Bologna Basket 2016            | 22 | 22 | 11 | 11 | 1558 | 1593 | -35  |
|  | 8.   | U.S. Nervianese 1919           | 18 | 22 | 9  | 13 | 1731 | 1783 | -52  |
|  | 9.   | Bluorobica Bergamo             | 18 | 22 | 9  | 13 | 1623 | 1751 | -128 |
|  | 10.  | Basket 2000 Reggio Emilia      | 16 | 22 | 8  | 14 | 1595 | 1632 | -37  |
|  | 11.  | Libertas Cernusco              | 14 | 22 | 7  | 15 | 1623 | 1757 | -134 |
|  | 12.  | Sansebasket Cremona            | 8  | 22 | 4  | 18 | 1589 | 1818 | -229 |

Legenda:
      Partecipante ai Play-In Gold.
      Partecipante ai Play-In Out
Regolamento:
Due punti a vittoria, zero a sconfitta. In caso di parità tra due squadre si considera la differenza canestri degli scontri diretti, in caso di scarto nullo si considera il coefficiente canestri (PF/PS).
Note:

### Division D

#### Squadre
| Squadra                     | Stagione | Città                  | Palazzetto                                | Stagione precedente                                       |
| --------------------------- | -------- | ---------------------- | ----------------------------------------- | --------------------------------------------------------- |
| Basket Club Jesolo          | dettagli | Jesolo (VE)            | Palasport "E.Cornaro"                     | 1ª in Serie C Veneto, promossa ai play-off                |
| Dinamo Gorizia              | dettagli | Gorizia                | Centro Stella Mattutina                   | 1ª in Serie C Friuli-Venezia Giulia, promossa ai play-off |
| Falconstar Basket           | dettagli | Monfalcone (GO)        | Palestra Polifunzionale - Monfalcone (GO) | 7ª in Serie B Interregionale Division D                   |
| Ferrara Basket 2018         | dettagli | Ferrara                | Giuseppe Bondi Arena                      | 3ª in Serie B Interregionale Division C                   |
| G.G Valsugana               | dettagli | Pergine Valsugana (TN) | Palestra - Civezzano (TN)                 | 9ª in Serie B Interregionale Division D                   |
| Jadran Gostol Trieste       | dettagli | Trieste                | PalaChiarbola                             | 11ª in Serie B Interregionale Division D                  |
| Montebelluna Basket         | dettagli | Montebelluna (TV)      | Palazzetto Frassetto                      | 6ª in Serie B Interregionale Division D                   |
| Oderzo Basket               | dettagli | Oderzo (TV)            | Palasport Oderzo                          | 4ª in Serie B Interregionale Division D                   |
| Pallacanestro San Bonifacio | dettagli | San Bonifacio (VR)     | Palaferroli                               | 8ª in Serie B Interregionale Division D                   |
| UBP Petrarca                | dettagli | Padova                 | Palestra Gozzano                          | 11ª in Serie B Interregionale Division D                  |
| Sistema Basket Pordenone    | dettagli | Pordenone              | Palasport Crisafulli                      | 2ª in Serie B Interregionale Division D                   |
| Virtus Padova               | dettagli | Padova                 | PalaBerta (Montegrotto Terme)             | 15ª in Serie B Nazionale Girone B, retrocessa             |

#### Fase di qualificazione
Classifica 
|  | Pos. | Squadra                     | PT | G  | V  | P  | PF   | PS   | Dif  |
|  | ---- | --------------------------- | -- | -- | -- | -- | ---- | ---- | ---- |
|  | 1.   | Falconstar Basket           | 32 | 20 | 16 | 4  | 1580 | 1471 | 109  |
|  | 2.   | Ferrara Basket 2018         | 30 | 20 | 15 | 5  | 1673 | 1470 | 203  |
|  | 3.   | Sistema Basket Pordenone    | 30 | 20 | 15 | 5  | 1474 | 1321 | 153  |
|  | 4.   | Oderzo Basket               | 22 | 20 | 11 | 9  | 1481 | 1443 | 38   |
|  | 5.   | Virtus Padova               | 22 | 20 | 11 | 9  | 1408 | 1406 | 2    |
|  | 6.   | Dinamo Gorizia              | 20 | 20 | 10 | 10 | 1434 | 1456 | -22  |
|  | 7.   | Basket Club Jesolo          | 20 | 20 | 10 | 10 | 1576 | 1560 | 16   |
|  | 8.   | Petrarca Basket Padova      | 16 | 20 | 8  | 12 | 1408 | 1397 | 11   |
|  | 9.   | Pallacanestro San Bonifacio | 16 | 20 | 8  | 12 | 1528 | 1576 | -48  |
|  | 10.  | Jadran Gostol Trieste       | 10 | 20 | 5  | 15 | 1327 | 1493 | -166 |
|  | 11.  | Montebelluna Basket         | 2  | 20 | 1  | 19 | 1316 | 1612 | -296 |
|  | 12.  | G.G. Valsugana              | 0  | 19 | 11 | 8  | 1368 | 1357 | 11   |

Legenda:
      Partecipante ai Play-In Gold.
      Partecipante ai Play-In Out
Regolamento:
Due punti a vittoria, zero a sconfitta. In caso di parità tra due squadre si considera la differenza canestri degli scontri diretti, in caso di scarto nullo si considera il coefficiente canestri (PF/PS).
Note:
La G.G. Valsugana non presentandosi alla gara nº129 dal 02.02.2025 contro la Falconstar Basket annuncia il proprio ritiro dalla competizione

### Play-In Gold
Disputato dalle prime 6 classificate della Division C e della Division D al termine della Fase di qualificazione partendo con i punti conquistati negli scontri diretti con le squadre qualificate nella propria Division. Le prime 8 passano ai playoff di Conference

#### Classifica
|  | Pos. | Squadra                        | PT | G  | V  | P  | PF   | PS   | Dif  |
|  | ---- | ------------------------------ | -- | -- | -- | -- | ---- | ---- | ---- |
|  | 1.   | Sistema Basket Pordenone       | 32 | 22 | 16 | 6  | 1662 | 1498 | 164  |
|  | 2.   | Ferrara Basket 2018            | 30 | 22 | 15 | 7  | 1786 | 1603 | 183  |
|  | 3.   | Sangiorgese Basket             | 28 | 22 | 14 | 8  | 1632 | 1515 | 117  |
|  | 4.   | Falconstar Basket              | 28 | 22 | 14 | 8  | 1710 | 1659 | 51   |
|  | 5.   | Pallacanestro Gardonese        | 22 | 22 | 11 | 11 | 1637 | 1669 | -32  |
|  | 6.   | Stings Mantova                 | 22 | 22 | 11 | 11 | 1613 | 1671 | -58  |
|  | 7.   | Oderzo Basket                  | 20 | 22 | 10 | 12 | 1554 | 1606 | -52  |
|  | 8.   | Basket Iseo                    | 20 | 22 | 10 | 12 | 1729 | 1779 | -50  |
|  | 9.   | Basket Team 1995 Pizzighettone | 18 | 22 | 9  | 13 | 1689 | 1620 | 69   |
|  | 10.  | Social OSA Milano              | 18 | 22 | 9  | 13 | 1577 | 1650 | -73  |
|  | 11.  | Dinamo Gorizia                 | 16 | 22 | 8  | 14 | 1557 | 1656 | -99  |
|  | 12.  | Virtus Padova                  | 10 | 22 | 5  | 17 | 1543 | 1763 | -220 |

Legenda:
      Qualificata ai Play-off.
 Promossa dopo i play-off in Serie B Nazionale.
Regolamento:
Due punti a vittoria, zero a sconfitta.
Note:
Le formazioni partiranno dai punteggi ottenuti negli scontri diretti ottenuti nella prima fase della propria Division

### Play-In Out
Disputato dalle classificate tra il 7ª e il 12º posto della Division C e della Division D al termine della Fase di qualificazione partendo con i punti conquistati negli scontri diretti con le squadre qualificate nella propria Division. La 12ª classificata retrocede direttamente in Serie C.

#### Classifica
|  | Pos. | Squadra                     | PT | G  | V  | P  | PF   | PS   | Dif  |
|  | ---- | --------------------------- | -- | -- | -- | -- | ---- | ---- | ---- |
|  | 1.   | Basket Club Jesolo          | 26 | 20 | 13 | 7  | 1521 | 1531 | -10  |
|  | 2.   | Pallacanestro San Bonifacio | 24 | 20 | 12 | 8  | 1528 | 1504 | 24   |
|  | 3.   | U.S. Nervianese 1919        | 22 | 20 | 11 | 9  | 1672 | 1585 | 87   |
|  | 4.   | Bologna Basket 2016         | 22 | 20 | 11 | 9  | 1456 | 1405 | 51   |
|  | 5.   | Basket 2000 Reggio Emilia   | 22 | 20 | 11 | 9  | 1550 | 1454 | 96   |
|  | 6.   | Libertas Cernusco           | 22 | 20 | 11 | 9  | 1522 | 1474 | 48   |
|  | 7.   | Bluorobica Bergamo          | 22 | 20 | 11 | 9  | 1561 | 1492 | 69   |
|  | 8.   | Sansebasket Cremona         | 22 | 20 | 11 | 9  | 1590 | 1470 | 120  |
|  | 9.   | Petrarca Basket Padova      | 20 | 20 | 10 | 10 | 1458 | 1455 | 3    |
|  | 10.  | Jadran Gostol Trieste       | 18 | 20 | 9  | 11 | 1374 | 1496 | -122 |
|  | 11.  | Montebelluna Basket         | 0  | 20 | 0  | 20 | 1310 | 1676 | -366 |
|  | 12.  | G.G. Valsugana              | 0  | 12 | 0  | 12 | 0    | 240  | -240 |

Legenda:
      Qualificata ai Play-out di Conference.
 Retrocessa in Serie C.
      Retrocessa direttamente in Serie C.
Regolamento:
Due punti a vittoria, zero a sconfitta.
Note:
Le formazioni partiranno dai punteggi ottenuti negli scontri diretti ottenuti nella prima fase della propria Division
Al termine della Fase di qualificazione la G.G. Valsugana annuncia il proprio ritiro dal campionato

### Play-off
Si qualificano a tale fase le prime 8 classificate del Play-In Gold di Conference, le formazioni otterranno il proprio piazzamento nel tabellone in base al piazzamento nella fase precedente.

#### Tabellone Play-off
|  | Quarti di finale | Quarti di finale        | Quarti di finale | Quarti di finale | Quarti di finale |  |  | Semifinali | Semifinali          | Semifinali | Semifinali          | Semifinali |    |   | Finale | Finale            | Finale | Finale | Finale |  |
|  |                  |                         |                  |                  |                  |  |  |            |                     |            |                     |            |    |   |        |                   |        |        |        |  |
|  | 1                | Sistema Pordenone       | 73               | 84               | -                |  |  |            |                     |            |                     |            |    |   |        |                   |        |        |        |  |
|  | 8                | Basket Iseo             | 57               | 77               | -                |  |  | 1          | Sistema Pordenone   | 63         | 55                  | 63         |    |   |        |                   |        |        |        |  |
|  | 4                | Falconstar Basket       | 97               | 70               | -                |  |  | 4          | Falconstar Basket   | 59         | 56                  | 54         |    |   |        |                   |        |        |        |  |
|  | 5                | Pallacanestro Gardonese | 76               | 57               | -                |  |  |            |                     |            |                     |            |    |   | 1      | Sistema Pordenone | 64     | 62     | -      |  |
|  | 3                | Sangiorgese Basket      | 73               | 71               | 82               |  |  |            |                     | 2          | Ferrara Basket 2018 | 68         | 69 | - |        |                   |        |        |        |  |
|  | 6                | Stings Mantova          | 69               | 83               | 70               |  |  | 2          | Ferrara Basket 2018 | 72         | 72                  | -          |    |   |        |                   |        |        |        |  |
|  | 2                | Ferrara Basket 2018     | 98               | 74               | -                |  |  | 3          | Sangiorgese Basket  | 71         | 63                  | -          |    |   |        |                   |        |        |        |  |
|  | 7                | Oderzo Basket           | 58               | 57               | -                |  |  |            |                     |            |                     |            |    |   |        |                   |        |        |        |  |

### Play-out
Si qualificano a tale fase le squadre classificare tra la 4ª e l'11ª classificata nel Play-In Out di Conference, le formazioni otterranno il proprio piazzamento nel tabellone in base al piazzamento nella fase precedente.

#### Tabellone Play-out
|  | Primo turno | Primo turno           | Primo turno | Primo turno | Primo turno |  |  | Secondo turno | Secondo turno         | Secondo turno | Secondo turno       | Secondo turno       |                     |                     | Retrocesse in Serie C | Retrocesse in Serie C | Retrocesse in Serie C | Retrocesse in Serie C | Retrocesse in Serie C |  |
|  |             |                       |             |             |             |  |  |               |                       |               |                     |                     |                     |                     |                       |                       |                       |                       |                       |  |
|  | 4           | Bologna Basket 2016   | 81          | 67          | 77          |  |  |               |                       |               |                     |                     |                     |                     |                       |                       |                       |                       |                       |  |
|  | 11          | Montebelluna Basket   | 75          | 73          | 67          |  |  | 8             | Sansebasket Cremona   | 103           | 74                  | 93                  |                     |                     |                       |                       |                       |                       |                       |  |
|  | 6           | Libertas Cernusco     | 60          | 69          | 68          |  |  | 11            | Montebelluna Basket   | 61            | 76                  | 69                  |                     |                     |                       |                       |                       |                       |                       |  |
|  | 8           | Sansebasket Cremona   | 92          | 62          | 54          |  |  |               |                       |               |                     |                     |                     |                     | 9                     | UBP Petrarca          | UBP Petrarca          | UBP Petrarca          | UBP Petrarca          |  |
|  | 7           | Bluorobica Bergamo    | 70          | 60          | 74          |  |  |               |                       | 11            | Montebelluna Basket | Montebelluna Basket | Montebelluna Basket | Montebelluna Basket |                       |                       |                       |                       |                       |  |
|  | 9           | UBP Petrarca          | 62          | 70          | 65          |  |  | 9             | UBP Petrarca          | 91            | 56                  | 50                  |                     |                     |                       |                       |                       |                       |                       |  |
|  | 5           | Basket 2000 RE        | 75          | 55          | 94          |  |  | 10            | Jadran Gostol Trieste | 64            | 84                  | 70                  |                     |                     |                       |                       |                       |                       |                       |  |
|  | 10          | Jadran Gostol Trieste | 62          | 63          | 69          |  |  |               |                       |               |                     |                     |                     |                     |                       |                       |                       |                       |                       |  |

## Conference Centro
Organizzata dai Comitati regionali FIP dell'Emilia-Romagna (Division E) e dell'Abruzzo (Division F)

### Division E

#### Squadre
| Squadra                  | Stagione | Città                        | Palazzetto                               | Stagione precedente                               |
| ------------------------ | -------- | ---------------------------- | ---------------------------------------- | ------------------------------------------------- |
| Attila Junior Basket     | dettagli | Porto Recanati (MC)          | Palasport Enrico Medi                    | 5ª in Serie B Interregionale Division E           |
| Bramante Pesaro          | dettagli | Pesaro                       | PalaCampanara                            | 2ª in Serie B Interregionale Division E           |
| Loreto Basket            | dettagli | Pesaro                       | PalaCampanara                            | 4ª in Serie B Interregionale Division E           |
| New Flying Balls         | dettagli | Ozzano dell'Emilia (BO)      | Pala Arti Grafiche Reggiani              | 16ª in Serie B Nazionale Girone B, autoretrocessa |
| Olimpia Castello 2010    | dettagli | Castel San Pietro Terme (BO) | Palasport - Castel San Pietro Terme (BO) | 6ª in Serie B Interregionale Division C           |
| Pallacanestro Senigallia | dettagli | Senigallia (AN)              | PalaPanzini                              | 3ª in Serie B Interregionale Division E           |
| Roseto Basket 20.20      | dettagli | Roseto degli Abruzzi (TE)    | PalaMaggetti                             | 10ª in Serie B Interregionale Division E          |
| Svethia Recanati basket  | dettagli | Recanati (MC)                | Palasport Cingolani                      | 1ª in Serie C Marche, promossa ai play-off        |
| Teramo a spicchi 2K20    | dettagli | Teramo                       | Palasport Acquaviva                      | 7ª in Serie B Interregionale Division E           |
| Valdiceppo Basket        | dettagli | Perugia                      | Palazzetto Ponte San Giovanni            | 4ª in Serie B Interregionale Division F           |
| Vigor Basket Matelica    | dettagli | Matelica (MC)                | Palasport - Castelraimondo (MC)          | 1ª in Serie B Interregionale Division E           |
| Virtus Basket Civitanova | dettagli | Civitanova Marche (MC)       | PalaRisorgimento                         | 9ª in Serie B Interregionale Division E           |

#### Fase di qualificazione
Classifica 
|  | Pos. | Squadra                  | PT | G  | V  | P  | PF   | PS   | Dif  |
|  | ---- | ------------------------ | -- | -- | -- | -- | ---- | ---- | ---- |
|  | 1.   | Vigor Basket Matelica    | 32 | 22 | 16 | 6  | 1748 | 1573 | 175  |
|  | 2.   | Loreto Basket Pesaro     | 28 | 22 | 14 | 8  | 1649 | 1523 | 126  |
|  | 3.   | Attila Junior Basket     | 28 | 22 | 14 | 8  | 1558 | 1488 | 70   |
|  | 4.   | New Flying Balls         | 28 | 22 | 14 | 8  | 1629 | 1669 | -40  |
|  | 5.   | Svethia Recanati basket  | 26 | 22 | 13 | 9  | 1669 | 1555 | 114  |
|  | 6.   | Bramante Basket Pesaro   | 24 | 22 | 12 | 10 | 1455 | 1436 | 19   |
|  | 7.   | Roseto Basket 20.20      | 20 | 22 | 10 | 12 | 1606 | 1603 | 3    |
|  | 8.   | Valdiceppo Basket        | 18 | 22 | 9  | 13 | 1609 | 1588 | 21   |
|  | 9.   | Pallacanestro Senigallia | 18 | 22 | 9  | 13 | 1673 | 1702 | -29  |
|  | 10.  | Virtus Basket Civitanova | 16 | 22 | 8  | 14 | 1547 | 1636 | -89  |
|  | 11.  | Teramo a spicchi 2K20    | 14 | 22 | 7  | 15 | 1611 | 1781 | -170 |
|  | 12.  | Olimpia Castello 2010    | 12 | 22 | 6  | 16 | 1630 | 1830 | -200 |

Legenda:
      Partecipante ai Play-In Gold.
      Partecipante ai Play-In Out
Regolamento:
Due punti a vittoria, zero a sconfitta. In caso di parità tra due squadre si considera la differenza canestri degli scontri diretti, in caso di scarto nullo si considera il coefficiente canestri (PF/PS).
Note:

### Division F

#### Squadre
| Squadra                       | Stagione | Città           | Palazzetto                               | Stagione precedente                               |
| ----------------------------- | -------- | --------------- | ---------------------------------------- | ------------------------------------------------- |
| Amatori Pescara 1976          | dettagli | Pescara         | Palasport Giovanni Paolo II              | 6ª in Serie B Interregionale Division E           |
| Basket Ferentino 1977         | dettagli | Ferentino (FR)  | Palazzetto Ponte Grande                  | 6ª in Serie B Interregionale Division F           |
| Carver ROMA Cinecittà         | dettagli | Cinecittà (RM)  | Tensostruttura - Roma                    | 7ª in Serie B Interregionale Division F           |
| Centro Basket Mondragone      | dettagli | Mondragone (CE) | Palazzetto dello Sport - Mondragone (CE) | 12ª in Serie B Interregionale Division F          |
| Esperia Cagliari              | dettagli | Cagliari        | Palestra Esperia                         | 8ª in Serie B Interregionale Division F           |
| Nuovo Basket Aquilano         | dettagli | L'Aquila        | PalaAngeli                               | 9ª in Serie B Interregionale Division F           |
| Pallacanestro Palestrina      | dettagli | Palestrina (RM) | Palaiaia                                 | 3ª in Serie B Interregionale Division F           |
| Pescara Basket 2.0            | dettagli | Pescara         | Palasport Giovanni Paolo II              | 11ª in Serie B Interregionale Division E          |
| Polisportiva Supernova        | dettagli | Fiumicino (RM)  | PalaSupernova                            | 2ª in Serie B Interregionale Division F           |
| SPO Basket                    | dettagli | Ostiense (RM)   | Palazzetto Claudio Spano                 | 1ª in Serie C Roma Girone A, promossa ai play-off |
| Stella Azzurra Viterbo Basket | dettagli | Viterbo         | PalaMalè                                 | 5ª in Serie B Interregionale Division F           |
| Vasto Basket                  | dettagli | Vasto (CH)      | Pala BCC                                 | 1ª in Serie C Abruzzo, promossa ai play-off       |

#### Fase di qualificazione
Classifica 
|  | Pos. | Squadra                       | PT | G  | V  | P  | PF   | PS   | Dif  |
|  | ---- | ----------------------------- | -- | -- | -- | -- | ---- | ---- | ---- |
|  | 1.   | Carver ROMA Cinecittà         | 36 | 22 | 18 | 4  | 1724 | 1481 | 243  |
|  | 2.   | Esperia Cagliari              | 34 | 22 | 17 | 5  | 1528 | 1386 | 142  |
|  | 3.   | Stella Azzurra Viterbo Basket | 30 | 22 | 15 | 7  | 1613 | 1547 | 66   |
|  | 4.   | Amatori Pescara 1976          | 28 | 22 | 14 | 8  | 1644 | 1523 | 121  |
|  | 5.   | Nuovo Basket Aquilano         | 24 | 22 | 12 | 10 | 1658 | 1567 | 91   |
|  | 6.   | Polisportiva Supernova        | 24 | 22 | 12 | 10 | 1577 | 1448 | 129  |
|  | 7.   | Vasto Basket                  | 22 | 22 | 11 | 11 | 1633 | 1642 | -9   |
|  | 8.   | Pallacanestro Palestrina      | 22 | 22 | 11 | 11 | 1749 | 1753 | -4   |
|  | 9.   | SPO Basket                    | 18 | 22 | 9  | 13 | 1533 | 1624 | -91  |
|  | 10.  | Basket Ferentino 1977         | 16 | 22 | 8  | 14 | 1560 | 1669 | -109 |
|  | 11.  | Centro Basket Mondragone      | 6  | 22 | 3  | 19 | 1515 | 1683 | -168 |
|  | 12.  | Pescara Basket 2.0            | 4  | 22 | 2  | 20 | 1287 | 1698 | -411 |

Legenda:
      Partecipante ai Play-In Gold.
      Partecipante ai Play-In Out
Regolamento:
Due punti a vittoria, zero a sconfitta. In caso di parità tra due squadre si considera la differenza canestri degli scontri diretti, in caso di scarto nullo si considera il coefficiente canestri (PF/PS).
Note:

### Play-In Gold
Disputato dalle prime 6 classificate della Division E e della Division F al termine della Fase di qualificazione partendo con i punti conquistati negli scontri diretti con le squadre qualificate nella propria Division. Le prime 8 passano ai playoff di Conference

#### Classifica
|  | Pos. | Squadra                       | PT | G  | V  | P  | PF   | PS   | Dif  |
|  | ---- | ----------------------------- | -- | -- | -- | -- | ---- | ---- | ---- |
|  | 1.   | Vigor Basket Matelica         | 28 | 22 | 14 | 8  | 1657 | 1577 | 80   |
|  | 2.   | Loreto Basket Pesaro          | 28 | 22 | 14 | 8  | 1653 | 1570 | 83   |
|  | 3.   | Svethia Recanati basket       | 26 | 22 | 13 | 9  | 1616 | 1504 | 112  |
|  | 4.   | Carver ROMA Cinecittà         | 24 | 22 | 12 | 10 | 1525 | 1507 | 18   |
|  | 5.   | Esperia Cagliari              | 22 | 22 | 11 | 11 | 1525 | 1534 | -9   |
|  | 6.   | Polisportiva Supernova        | 22 | 22 | 11 | 11 | 1489 | 1447 | 42   |
|  | 7.   | New Flying Balls              | 22 | 22 | 11 | 11 | 1635 | 1719 | -84  |
|  | 8.   | Bramante Basket Pesaro        | 22 | 22 | 11 | 11 | 1449 | 1444 | 5    |
|  | 9.   | Attila Junior Basket          | 22 | 22 | 11 | 11 | 1583 | 1566 | 17   |
|  | 10.  | Amatori Pescara 1976          | 18 | 22 | 9  | 13 | 1612 | 1624 | -12  |
|  | 11.  | Stella Azzurra Viterbo Basket | 16 | 22 | 8  | 14 | 1559 | 1707 | -148 |
|  | 12.  | Nuovo Basket Aquilano         | 14 | 22 | 7  | 15 | 1578 | 1682 | -104 |

Legenda:
      Qualificata ai Play-off.
 Promossa dopo i play-off in Serie B Nazionale.
Regolamento:
Due punti a vittoria, zero a sconfitta.
Note:
Le formazioni partiranno dai punteggi ottenuti negli scontri diretti ottenuti nella prima fase della propria Division

### Play-In Out
Disputato dalle classificate tra il 7ª e il 12º posto della Division E e della Division F al termine della Fase di qualificazione partendo con i punti conquistati negli scontri diretti con le squadre qualificate nella propria Division. La 12ª classificata retrocede direttamente in Serie C.

#### Classifica
|  | Pos. | Squadra                  | PT | G  | V  | P  | PF   | PS   | Dif  |
|  | ---- | ------------------------ | -- | -- | -- | -- | ---- | ---- | ---- |
|  | 1.   | Valdiceppo Basket        | 32 | 22 | 16 | 6  | 1806 | 1545 | 261  |
|  | 2.   | Virtus Basket Civitanova | 30 | 22 | 15 | 7  | 1676 | 1533 | 143  |
|  | 3.   | Pallacanestro Senigallia | 30 | 22 | 15 | 7  | 1820 | 1627 | 193  |
|  | 4.   | Teramo a spicchi 2K20    | 28 | 22 | 14 | 8  | 1751 | 1685 | 66   |
|  | 5.   | Roseto Basket 20.20      | 28 | 22 | 14 | 8  | 1770 | 1695 | 75   |
|  | 6.   | Vasto Basket             | 26 | 22 | 13 | 9  | 1688 | 1656 | 32   |
|  | 7.   | SPO Basket               | 24 | 22 | 12 | 10 | 1585 | 1596 | -11  |
|  | 8.   | Basket Ferentino 1977    | 22 | 22 | 11 | 11 | 1644 | 1680 | -36  |
|  | 9.   | Olimpia Castello 2010    | 16 | 22 | 8  | 14 | 1786 | 1748 | 38   |
|  | 10.  | Pallacanestro Palestrina | 16 | 22 | 8  | 14 | 1733 | 1840 | -107 |
|  | 11.  | Centro Basket Mondragone | 6  | 22 | 3  | 19 | 1517 | 1768 | -251 |
|  | 12.  | Pescara Basket 2.0       | 6  | 22 | 3  | 19 | 1467 | 1870 | -403 |

Legenda:
      Qualificata ai Play-out di Conference.
 Retrocessa in Serie C.
      Retrocessa direttamente in Serie C.
Regolamento:
Due punti a vittoria, zero a sconfitta.
Note:
Le formazioni partiranno dai punteggi ottenuti negli scontri diretti ottenuti nella prima fase della propria Division

### Play-off
Si qualificano a tale fase le prime 8 classificate del Play-In Gold di Conference, le formazioni otterranno il proprio piazzamento nel tabellone in base al piazzamento nella fase precedente.

#### Tabellone Play-off
|  | Quarti di finale | Quarti di finale        | Quarti di finale | Quarti di finale | Quarti di finale |  |  | Semifinali | Semifinali             | Semifinali | Semifinali       | Semifinali |    |   | Finale | Finale        | Finale | Finale | Finale |  |
|  |                  |                         |                  |                  |                  |  |  |            |                        |            |                  |            |    |   |        |               |        |        |        |  |
|  | 1                | Vigor Basket Matelica   | 78               | 54               | 59               |  |  |            |                        |            |                  |            |    |   |        |               |        |        |        |  |
|  | 8                | Bramante Pesaro         | 71               | 57               | 52               |  |  | 1          | Vigor Basket Matelica  | 64         | 76               | -          |    |   |        |               |        |        |        |  |
|  | 4                | Carver ROMA Cinecittà   | 80               | 72               | 62               |  |  | 5          | Esperia Cagliari       | 66         | 77               | -          |    |   |        |               |        |        |        |  |
|  | 5                | Esperia Cagliari        | 62               | 75               | 74               |  |  |            |                        |            |                  |            |    |   | 2      | Loreto Basket | 66     | 65     | -      |  |
|  | 3                | Svethia Recanati basket | 53               | 63               | -                |  |  |            |                        | 5          | Esperia Cagliari | 61         | 63 | - |        |               |        |        |        |  |
|  | 6                | Polisportiva Supernova  | 71               | 65               | -                |  |  | 2          | Loreto Basket          | 62         | 70               | 76         |    |   |        |               |        |        |        |  |
|  | 2                | Loreto Basket           | 79               | 82               | -                |  |  | 6          | Polisportiva Supernova | 69         | 65               | 65         |    |   |        |               |        |        |        |  |
|  | 7                | New Flying Balls        | 67               | 68               | -                |  |  |            |                        |            |                  |            |    |   |        |               |        |        |        |  |

### Play-out
Si qualificano a tale fase le squadre classificare tra la 4ª e l'11ª classificata nel Play-In Out di Conference, le formazioni otterranno il proprio piazzamento nel tabellone in base al piazzamento nella fase precedente.

#### Tabellone Play-out
|  | Primo turno | Primo turno              | Primo turno | Primo turno | Primo turno |  |  | Secondo turno | Secondo turno            | Secondo turno | Secondo turno        | Secondo turno        |                      |                      | Retrocesse in Serie C | Retrocesse in Serie C    | Retrocesse in Serie C    | Retrocesse in Serie C    | Retrocesse in Serie C    |  |
|  |             |                          |             |             |             |  |  |               |                          |               |                      |                      |                      |                      |                       |                          |                          |                          |                          |  |
|  | 4           | Teramo a spicchi 2K20    | 125         | 109         | -           |  |  |               |                          |               |                      |                      |                      |                      |                       |                          |                          |                          |                          |  |
|  | 11          | Centro B. Mondragone     | 77          | 82          | -           |  |  | 7             | SPO Basket               | 124           | 106                  | -                    |                      |                      |                       |                          |                          |                          |                          |  |
|  | 7           | SPO Basket               | 73          | 62          | 58          |  |  | 11            | Centro B. Mondragone     | 72            | 72                   | -                    |                      |                      |                       |                          |                          |                          |                          |  |
|  | 8           | Basket Ferentino 1977    | 61          | 79          | 64          |  |  |               |                          |               |                      |                      |                      |                      | 10                    | Pallacanestro Palestrina | Pallacanestro Palestrina | Pallacanestro Palestrina | Pallacanestro Palestrina |  |
|  | 6           | Vasto Basket             | 73          | 77          | -           |  |  |               |                          | 11            | Centro B. Mondragone | Centro B. Mondragone | Centro B. Mondragone | Centro B. Mondragone |                       |                          |                          |                          |                          |  |
|  | 9           | Olimpia Castello 2010    | 67          | 73          | -           |  |  | 9             | Olimpia Castello 2010    | 100           | 89                   | -                    |                      |                      |                       |                          |                          |                          |                          |  |
|  | 5           | Roseto Basket 20.20      | 95          | 20          | -           |  |  | 10            | Pallacanestro Palestrina | 90            | 79                   | -                    |                      |                      |                       |                          |                          |                          |                          |  |
|  | 10          | Pallacanestro Palestrina | 67          | 0           | -           |  |  |               |                          |               |                      |                      |                      |                      |                       |                          |                          |                          |                          |  |

## Conference Sud
Organizzata dai Comitati regionali FIP della Puglia (Division G) e della Campania (Division H)

### Division G

#### Squadre
| Squadra                    | Stagione | Città                 | Palazzetto                | Stagione precedente                                       |
| -------------------------- | -------- | --------------------- | ------------------------- | --------------------------------------------------------- |
| Action Now Basket Monopoli | dettagli | Monopoli (BA)         | Tendostruttura - Monopoli | 3ª in Serie B Interregionale Division G                   |
| Adria Bari                 | dettagli | Bari                  | Palabalestrazzi           | 11ª in Serie B Interregionale Division G                  |
| Air Basket Termoli         | dettagli | Termoli (CB)          | Palasabetta               | 2ª in Serie C Abruzzo, ripescata                          |
| Basket Corato              | dettagli | Corato (BA)           | Palalosito                | 6ª in Serie B Interregionale Division G                   |
| Canusium Basket            | dettagli | Canosa di Puglia (BT) | Palapertini               | 1ª in Serie C Puglia, promossa ai play-off                |
| Cestistica Benevento       | dettagli | Benevento             | Palatedeschi              | 9ª in Serie B Interregionale Division G                   |
| CJ Basket Taranto          | dettagli | Taranto               | PalaMazzola               | 18ª in Serie B Nazionale Girone B, retrocessa             |
| Scandone Avellino          | dettagli | Avellino              | Pala del Mauro            | 5ª in Serie B Interregionale Division G                   |
| Dinamo Basket Brindisi     | dettagli | Brindisi              | Palazumbo                 | 10ª in Serie B Interregionale Division G                  |
| Lions Bisceglie            | dettagli | Bisceglie (BT)        | PalaDolmen                | 14ª in Serie B Nazionale Girone B, retrocessa ai play-out |
| Mola New Basket            | dettagli | Mola di Bari (BA)     | Palapinto                 | 12ª in Serie B Interregionale Division G                  |
| Virtus Basket Molfetta     | dettagli | Molfetta (BA)         | PalaPoli                  | 1ª in Serie B Interregionale Division G                   |

#### Fase di qualificazione
Classifica 
|  | Pos. | Squadra                    | PT | G  | V  | P  | PF   | PS   | Dif  |
|  | ---- | -------------------------- | -- | -- | -- | -- | ---- | ---- | ---- |
|  | 1.   | Scandone Avellino          | 32 | 20 | 16 | 4  | 1401 | 1222 | 179  |
|  | 2.   | Action Now Basket Monopoli | 30 | 20 | 15 | 5  | 1552 | 1389 | 163  |
|  | 3.   | Dinamo Basket Brindisi     | 24 | 20 | 12 | 8  | 1529 | 1393 | 136  |
|  | 4.   | Adria Bari                 | 24 | 20 | 12 | 8  | 1527 | 1468 | 59   |
|  | 5.   | Lions Bisceglie            | 24 | 20 | 12 | 8  | 1481 | 1465 | 16   |
|  | 6.   | Virtus Basket Molfetta     | 22 | 20 | 11 | 9  | 1507 | 1492 | 15   |
|  | 7.   | Air Basket Termoli         | 22 | 20 | 11 | 9  | 1497 | 1522 | -25  |
|  | 8.   | Cestistica Benevento       | 16 | 20 | 8  | 12 | 1449 | 1467 | -18  |
|  | 9.   | Canusium Basket            | 14 | 20 | 7  | 13 | 1381 | 1518 | -137 |
|  | 10.  | Basket Corato              | 8  | 20 | 4  | 16 | 1564 | 1659 | -95  |
|  | 11.  | Mola New Basket            | 4  | 20 | 2  | 18 | 1359 | 1652 | -293 |
|  | 12.  | CJ Basket Taranto (-3)     | 0  | 19 | 1  | 18 | 1211 | 1654 | -443 |

Legenda:
      Partecipante ai Play-In Gold.
      Partecipante ai Play-In Out
Regolamento:
Due punti a vittoria, zero a sconfitta. In caso di parità tra due squadre si considera la differenza canestri degli scontri diretti, in caso di scarto nullo si considera il coefficiente canestri (PF/PS).
Note:
CJ Basket Taranto riceve una penalizzazione di 3 punti. Al termine della Fase di qualificazione la squadra annuncia il proprio ritiro dal campionato

### Division H

#### Squadre
| Squadra                     | Stagione | Città                          | Palazzetto                             | Stagione precedente                          |
| --------------------------- | -------- | ------------------------------ | -------------------------------------- | -------------------------------------------- |
| Angri Pallacanestro         | dettagli | Angri (SA)                     | Palagalvani                            | 2ª in Serie B Interregionale Division G      |
| Barcellona Basket 4.0       | dettagli | Barcellona-Pozzo Di Gotto (ME) | PalAlberti                             | 7ª in Serie B Interregionale Division H      |
| Basket Accademy Catanzaro   | dettagli | Catanzaro                      | Palapulerá                             | 1ª in Serie C Sicilia, promossa ai play-off  |
| Basket School Messina       | dettagli | Messina                        | PalaTracuzzi                           | 5ª in Serie B Interregionale Division H      |
| Bim Bum Basket Rende        | dettagli | Rende (CS)                     | Palazzetto dello sport - Rende (CS)    | 9ª in Serie B Interregionale Division H      |
| Castanea Basket             | dettagli | Messina                        | Palasport Cittadella Universitaria     | 10ª in Serie B Interregionale Division H     |
| Pallacanestro Antoniana     | dettagli | Sant'Antonio Abate (Italia)    | Struttura Geodetica di Boscoreale (NA) | 1ª in Serie C Campania, promossa ai play-off |
| Pallacanestro Viola         | dettagli | Reggio Calabria                | PalaCalafiore                          | 4ª in Serie B Interregionale Division H      |
| Promobasket Marigliano      | dettagli | Marigliano (NA)                | Palanapolitano                         | 8ª in Serie B Interregionale Division G      |
| Siaz Basket Piazza Armerina | dettagli | Piazza Armerina (EN)           | PalaFerraro (EN)                       | 6ª in Serie B Interregionale Division H      |
| Svincolati Milazzo          | dettagli | Milazzo (ME)                   | PalaValverde (ME)                      | 8ª in Serie B Interregionale Division H      |
| Virtus Matera               | dettagli | Matera                         | Palasassi                              | 2ª in Serie C Puglia, ripescata              |

#### Fase di qualificazione
Classifica 
|  | Pos. | Squadra                     | PT | G  | V  | P  | PF   | PS   | Dif  |
|  | ---- | --------------------------- | -- | -- | -- | -- | ---- | ---- | ---- |
|  | 1.   | Pallacanestro Viola         | 38 | 22 | 19 | 3  | 1765 | 1611 | 154  |
|  | 2.   | Svincolati Milazzo          | 32 | 22 | 16 | 6  | 1829 | 1684 | 145  |
|  | 3.   | Angri Pallacanestro         | 28 | 22 | 14 | 8  | 1801 | 1602 | 199  |
|  | 4.   | Siaz Basket Piazza Armerina | 26 | 22 | 13 | 9  | 1751 | 1653 | 98   |
|  | 5.   | Basket School Messina       | 26 | 22 | 13 | 9  | 1570 | 1494 | 76   |
|  | 6.   | Virtus Matera               | 22 | 22 | 11 | 11 | 1768 | 1782 | -14  |
|  | 7.   | Castanea Basket             | 22 | 22 | 11 | 11 | 1769 | 1826 | -57  |
|  | 8.   | Bim Bum Basket Rende        | 16 | 22 | 8  | 14 | 1662 | 1693 | -31  |
|  | 9.   | Basket Accademy Catanzaro   | 16 | 22 | 8  | 14 | 1551 | 1643 | -92  |
|  | 10.  | Promobasket Marigliano      | 16 | 22 | 8  | 14 | 1616 | 1763 | -147 |
|  | 11.  | Pallacanestro Antoniana     | 14 | 22 | 7  | 15 | 1663 | 1791 | -128 |
|  | 12.  | Barcellona Basket 4.0       | 8  | 22 | 4  | 18 | 1610 | 1813 | -203 |

Legenda:
      Partecipante ai Play-In Gold.
      Partecipante ai Play-In Out
Regolamento:
Due punti a vittoria, zero a sconfitta. In caso di parità tra due squadre si considera la differenza canestri degli scontri diretti, in caso di scarto nullo si considera il coefficiente canestri (PF/PS).
Note:

### Play-In Gold
Disputato dalle prime 6 classificate della Division G e della Division H al termine della Fase di qualificazione partendo con i punti conquistati negli scontri diretti con le squadre qualificate nella propria Division. Le prime 8 passano ai playoff di Conference

#### Classifica
|  | Pos. | Squadra                     | PT | G  | V  | P  | PF   | PS   | Dif  |
|  | ---- | --------------------------- | -- | -- | -- | -- | ---- | ---- | ---- |
|  | 1.   | Action Now Basket Monopoli  | 32 | 22 | 16 | 6  | 1648 | 1516 | 132  |
|  | 2.   | Svincolati Milazzo          | 28 | 22 | 14 | 8  | 1727 | 1676 | 51   |
|  | 3.   | Siaz Basket Piazza Armerina | 28 | 22 | 14 | 8  | 1715 | 1657 | 58   |
|  | 4.   | Angri Pallacanestro         | 26 | 22 | 13 | 9  | 1725 | 1623 | 102  |
|  | 5.   | Scandone Avellino           | 24 | 22 | 12 | 10 | 1544 | 1465 | 79   |
|  | 6.   | Lions Bisceglie             | 24 | 22 | 12 | 10 | 1640 | 1664 | -24  |
|  | 7.   | Basket School Messina       | 22 | 22 | 11 | 11 | 1541 | 1531 | 10   |
|  | 8.   | Pallacanestro Viola         | 22 | 22 | 11 | 11 | 1671 | 1645 | 26   |
|  | 9.   | Virtus Matera               | 20 | 22 | 10 | 12 | 1716 | 1742 | -26  |
|  | 10.  | Virtus Basket Molfetta      | 16 | 22 | 8  | 14 | 1595 | 1752 | -157 |
|  | 11.  | Dinamo Basket Brindisi      | 12 | 22 | 6  | 16 | 1538 | 1682 | -144 |
|  | 12.  | Adria Bari                  | 10 | 22 | 5  | 17 | 1598 | 1705 | -107 |

Legenda:
      Qualificata ai Play-off.
 Promossa dopo i play-off in Serie B Nazionale.
Regolamento:
Due punti a vittoria, zero a sconfitta.
Note:
Le formazioni partiranno dai punteggi ottenuti negli scontri diretti ottenuti nella prima fase della propria Division

### Play-In Out
Disputato dalle classificate tra il 7ª e il 12º posto della Division G e della Division H al termine della Fase di qualificazione partendo con i punti conquistati negli scontri diretti con le squadre qualificate nella propria Division. La 12ª classificata retrocede direttamente in Serie C.

#### Classifica
|  | Pos. | Squadra                   | PT | G  | V  | P  | PF   | PS   | Dif  |
|  | ---- | ------------------------- | -- | -- | -- | -- | ---- | ---- | ---- |
|  | 1.   | Castanea Basket           | 34 | 22 | 17 | 5  | 1687 | 1602 | 85   |
|  | 2.   | Air Basket Termoli        | 28 | 22 | 14 | 8  | 1672 | 1575 | 97   |
|  | 3.   | Cestistica Benevento      | 28 | 22 | 14 | 8  | 1695 | 1519 | 176  |
|  | 4.   | Canusium Basket           | 24 | 22 | 12 | 10 | 1719 | 1670 | 49   |
|  | 5.   | Basket Corato             | 24 | 22 | 12 | 10 | 1747 | 1649 | 98   |
|  | 6.   | Basket Accademy Catanzaro | 24 | 22 | 12 | 10 | 1431 | 1421 | 10   |
|  | 7.   | Bim Bum Basket Rende      | 24 | 22 | 12 | 10 | 1573 | 1458 | 115  |
|  | 8.   | Promobasket Marigliano    | 22 | 22 | 11 | 11 | 1505 | 1501 | 4    |
|  | 9.   | Pallacanestro Antoniana   | 22 | 22 | 11 | 11 | 1534 | 1545 | -11  |
|  | 10.  | Barcellona Basket 4.0     | 20 | 22 | 10 | 12 | 1508 | 1569 | -61  |
|  | 11.  | Mola New Basket           | 12 | 22 | 6  | 16 | 1569 | 1720 | -151 |
|  | 12.  | CJ Basket Taranto (-3)    | -1 | 22 | 1  | 21 | 670  | 1081 | -411 |

Legenda:
      Qualificata ai Play-out di Conference.
 Retrocessa in Serie C.
      Retrocessa direttamente in Serie C.
Regolamento:
Due punti a vittoria, zero a sconfitta.
Note:
Le formazioni partiranno dai punteggi ottenuti negli scontri diretti ottenuti nella prima fase della propria Division.
Al termine della Fase di qualificazione il CJ Basket Taranto annuncia il proprio ritiro dal campionato

### Play-off
si qualificano a tale fase le prime 8 classificate del Play-In Gold di Conference, le formazioni otterranno il proprio piazzamento nel tabellone in base al piazzamento nella fase precedente.

#### Tabellone Play-off
|  | Quarti di finale | Quarti di finale            | Quarti di finale | Quarti di finale | Quarti di finale |  |  | Semifinali | Semifinali                  | Semifinali | Semifinali        | Semifinali |    |    | Finale | Finale                      | Finale | Finale | Finale |  |
|  |                  |                             |                  |                  |                  |  |  |            |                             |            |                   |            |    |    |        |                             |        |        |        |  |
|  | 1                | Action Now Basket Monopoli  | 80               | 76               | -                |  |  |            |                             |            |                   |            |    |    |        |                             |        |        |        |  |
|  | 8                | Pallacanestro Viola         | 57               | 70               | -                |  |  | 1          | Action Now Basket Monopoli  | 79         | 53                | 54         |    |    |        |                             |        |        |        |  |
|  | 4                | Angri Pallacanestro         | 54               | 74               | 60               |  |  | 5          | Scandone Avellino           | 65         | 55                | 57         |    |    |        |                             |        |        |        |  |
|  | 5                | Scandone Avellino           | 61               | 66               | 67               |  |  |            |                             |            |                   |            |    |    | 3      | Siaz Basket Piazza Armerina | 62     | 46     | 68     |  |
|  | 3                | Siaz Basket Piazza Armerina | 84               | 75               | -                |  |  |            |                             | 5          | Scandone Avellino | 55         | 73 | 67 |        |                             |        |        |        |  |
|  | 6                | Lions Bisceglie             | 70               | 69               | -                |  |  | 2          | Svincolati Milazzo          | 68         | 64                | -          |    |    |        |                             |        |        |        |  |
|  | 2                | Svincolati Milazzo          | 61               | 62               | 91               |  |  | 3          | Siaz Basket Piazza Armerina | 79         | 90                | -          |    |    |        |                             |        |        |        |  |
|  | 7                | Basket School Messina       | 53               | 65               | 74               |  |  |            |                             |            |                   |            |    |    |        |                             |        |        |        |  |

### Play-out
si qualificano a tale fase le squadre classificare tra la 4ª e l'11ª classificata nel Play-In Out di Conference, le formazioni otterranno il proprio piazzamento nel tabellone in base al piazzamento nella fase precedente.

#### Tabellone Play-out
|  | Primo turno | Primo turno             | Primo turno | Primo turno | Primo turno |  |  | Secondo turno | Secondo turno           | Secondo turno | Secondo turno   | Secondo turno   |                 |                 | Retrocesse in Serie C | Retrocesse in Serie C | Retrocesse in Serie C | Retrocesse in Serie C | Retrocesse in Serie C |  |
|  |             |                         |             |             |             |  |  |               |                         |               |                 |                 |                 |                 |                       |                       |                       |                       |                       |  |
|  | 4           | Canusium Basket         | 88          | 71          | 74          |  |  |               |                         |               |                 |                 |                 |                 |                       |                       |                       |                       |                       |  |
|  | 11          | Mola New Basket         | 91          | 68          | 71          |  |  | 8             | Promobasket Marigliano  | 78            | 90              | -               |                 |                 |                       |                       |                       |                       |                       |  |
|  | 7           | Bim Bum Basket Rende    | 89          | 65          | 77          |  |  | 11            | Mola New Basket         | 68            | 71              | -               |                 |                 |                       |                       |                       |                       |                       |  |
|  | 8           | Promobasket Marigliano  | 76          | 68          | 54          |  |  |               |                         |               |                 |                 |                 |                 | 10                    | Barcellona Basket 4.0 | Barcellona Basket 4.0 | Barcellona Basket 4.0 | Barcellona Basket 4.0 |  |
|  | 6           | B. Academy Catanzaro    | 94          | 59          | 69          |  |  |               |                         | 11            | Mola New Basket | Mola New Basket | Mola New Basket | Mola New Basket |                       |                       |                       |                       |                       |  |
|  | 9           | Pallacanestro Antoniana | 57          | 73          | 58          |  |  | 9             | Pallacanestro Antoniana | 87            | 90              | -               |                 |                 |                       |                       |                       |                       |                       |  |
|  | 5           | Basket Corato           | 80          | 77          | 65          |  |  | 10            | Barcellona Basket 4.0   | 59            | 77              | -               |                 |                 |                       |                       |                       |                       |                       |  |
|  | 10          | Barcellona Basket 4.0   | 54          | 92          | 52          |  |  |               |                         |               |                 |                 |                 |                 |                       |                       |                       |                       |                       |  |

## Verdetti

### Promozioni in Serie B Nazionale
- Vincitrice Play-Off Conference Nord-Ovest:  Dany Basket Quarrata
- Vincitrice Play-Off Conference Nord-Est:  Ferrara Basket 2018
- Vincitrice Play-Off Conference Centro:  Loreto Basket
- Vincitrice Play-Off Conference Sud:  Siaz Basket Piazza Armerina

### Altri Verdetti

#### Retrocessioni Dirette in Serie C
Alla conclusione dei Play-In Out verranno retrocesse direttamente le formazioni classificate al 12ºposto nel proprio girone
- 12ªClassificata Play-In Out Conference Nord-Ovest:  Basket Club Serravalle
- 12ªClassificata Play-In Out Conference Nord-Est: - [15]
- 12ªClassificata Play-In Out Conference Centro:  Pescara Basket 2.0
- 12ªClassificata Play-In Out Conference Sud: - [16]

#### Retrocessioni in Serie C (Play-out di Conference)
Alla conclusione dei Play Out da ogni conference retrocederanno altre 2 formazioni:
- Sconfitte Play-Out Conference Nord-Ovest:  Seagulls Genova,  ABC Castelfiorentino
- Sconfitte Play-Out Conference Nord-Est:  UBP Petrarca,  Montebelluna Basket
- Sconfitte Play-Out Conference Centro:  Pallacanestro Palestrina,  Centro B. Mondragone
- Sconfitte Play-Out Conference Sud:  Barcellona Basket 4.0,  Mola New Basket

#### Abbandoni e Esclusioni
Alla conclusione della Fase di Qualificazione le seguenti società hanno abbandonato la competizione per difficoltà economiche:
- CJ Basket Taranto
- G.G Valsugana